# Nysgerrighed
Nysgerrighed er en elementær menneskelig følelse af at ville kende til noget ukendt. Det er et grundlæggende motiv, som ytrer sig i en trang til at undersøge omverdenen og at løse enhver modsætning i begrebsmæssige konflikter. Ifølge psykoanalysen er det en del af videdriften, som hos barnet fremkaldes af seksualitetens mysterier og siden rettes mod andre aspekter af omverdenen. 
| Naturvidenskab | Spire Denne naturvidenskabsartikel er en spire som bør udbygges. Du er velkommen til at hjælpe Wikipedia ved at udvide den. |